# Kitakyūshū

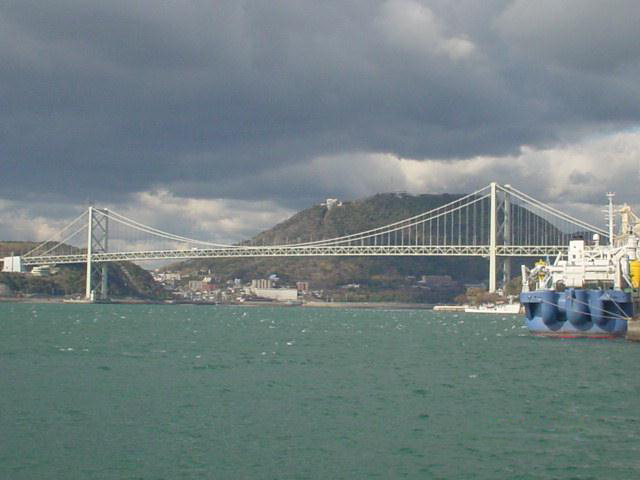
Cầu Kanmon nối đảo Kyushu (từ khu Moji của Kitakyushu) với đảo Honshu

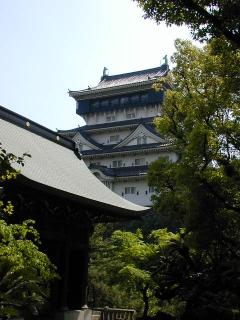
Thành Kokura ở Kitakyushu

Kitakyūshū (北九州市 (Bắc Cửu Châu thị) Kitakyūshū-shi) là một đơn vị hành chính cấp hạt của Nhật Bản, thuộc tỉnh Fukuoka. Như tên gọi, thành phố nằm ở cực bắc của đảo Kyushu. Đây là một trong 15 thành phố quốc gia của Nhật Bản.

## Khái quát
Thành phố này có diện tích 486,1 km², dân số 990.100 người, được chia làm bảy khu. Đây là thành phố lớn thứ hai ở Kyushu, sau thành phố cùng tỉnh là thành phố Fukuoka. Hai thành phố này cách nhau chừng 20 phút, đi bằng tàu cao tốc Shinkansen.

## Lịch sử
Thành phố được thành lập vào năm 1963 trên cơ sở sáp nhập 5 thành phố nhỏ. Cùng năm, Kitakyushu được công nhận là đô thị quốc gia.
Thành phố Kokura (Hán Việt: Tiểu Thương), một trong năm thành phố trước đây hợp thành Kitakyushu từng là mục tiêu ném bom nguyên tử của Mỹ trong Chiến tranh thế giới thứ hai. Tuy nhiên, vì ngày 9 tháng 8 năm 1945, bầu trời thành phố nhiều mây, nên Nagasaki vốn chỉ là mục tiêu dự bị, đã bị tấn công bằng bom nguyên tử thay cho Kokura.

## Khu

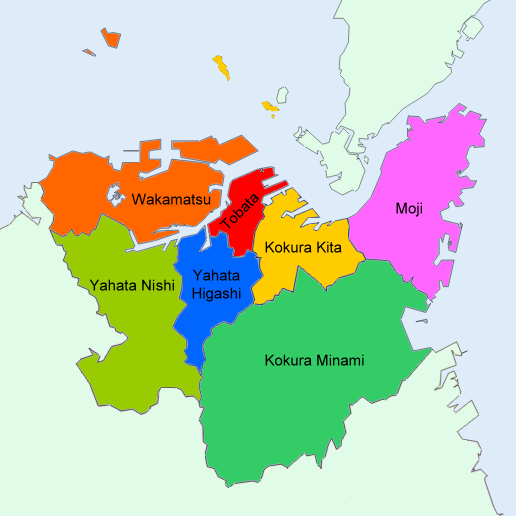
Bản đồ của Kitakyushu

2013 hiện tại, có bảy khu ở Kitakyushu:
- Kokurakita-ku (小倉北区 Tiểu Thương Bắc khu)
- Kokuraminami-ku (小倉南区 Tiểu Thương Nam khu)
- Moji-ku (門司区 Môn Ty khu)
- Tobata-ku (戸畑区 Hộ Trường khu)
- Wakamatsu-ku (若松区 Nhược Tùng khu)
- Yahatahigashi-ku (八幡東区 Bát Phiên Đông khu)
- Yahatanishi-ku (八幡西区 Bát Phiên Tây khu)

## Thành phố kết nghĩa
- Norfolk, Hoa Kỳ (1959)
- Tacoma, Hoa Kỳ (1959)
- Đại Liên, Cộng hòa Nhân dân Trung Hoa (1979)
- Incheon, Hàn Quốc (1988)
- Minamikyūshū, Nhật Bản (2008)
- Hải Phòng, Việt Nam (2014)[2]